# Eupithecia contexta
Eupithecia contexta är en fjärilsart som beskrevs av William Schaus 1913. Eupithecia contexta ingår i släktet Eupithecia och familjen mätare. Inga underarter finns listade i Catalogue of Life.